# Glauco Servadei
Glauco Servadei (* 27. Juli 1913 in Forli; † 27. Dezember 1968 ebenda) war ein italienischer Radrennfahrer und nationaler Meister im Radsport.

## Sportliche Laufbahn
Servadei war im Straßenradsport aktiv. 1936 startete er bei den Olympischen Sommerspielen in Berlin. Im olympischen Straßenrennen wurde er 15. In der Mannschaftswertung wurde Italien mit Corrado Ardizzoni, Pierino Favalli, Glauco Servadei und Elio Bavutti Vierter. Mit der Nationalmannschaft fuhr er 1933 die Ungarn-Rundfahrt und gewann dort zwei Etappen sowie die Coppa Citta di Asti. 1934 gewann er die Coppa Caivano, 1935 die nationale Meisterschaft im Mannschaftszeitfahren. 1936 wurde er Zweiter der nationalen Meisterschaft im Straßenrennen der Amateure. Bei den Straßenradsport-Weltmeisterschaften 1936 kam er auf den 6. Rang und war damit bester Italiener. 1931 gewann er den Giro dell’Emilia.
Von 1936 bis 1950 war Servadei Unabhängiger und Berufsfahrer. In der Tour de France gewann er 1938 zwei Etappen. Im Giro d’Italia holte er 1937 (zweifach), und 1940 (dreifach) Etappensiege. 1942 war er in der Coppa Bernocchi erfolgreich. 1942 gewann er Milano–Mantova, 1943 den Giro della Provincia Milano. Zweiter wurde er 1940 im Giro dell’Umbria, 1942 bei Mailand–Sanremo hinter Cino Cinelli und bei Milano–Mantova sowie 1945 in der italienischen Straßenmeisterschaft. Dritter wurde Servadei 1942 im Giro della Toscana und bei Milano–Modena, 1945 in der Trofeo Matteotti.
Ihm zu Ehren wurde die Radrennbahn von Forli nach ihm benannt.

## Grand-Tour-Platzierungen
| Grand Tour            | 1936 | 1937 | 1938 | 1939 | 1940 | 1941 | 1942 | 1943 | 1944 | 1945 | 1946 | 1947 | 1948 | 1949 |
| --------------------- | ---- | ---- | ---- | ---- | ---- | ---- | ---- | ---- | ---- | ---- | ---- | ---- | ---- | ---- |
| Vuelta a EspañaVuelta | –    | –    | –    | –    | –    | –    | –    | –    | –    | –    | –    | –    | –    | –    |
| Giro d’ItaliaGiro     | DNF  | –14  | –    | 13   | 22   | –    | –    | –    | –    | –    | DNF  | 23   | _    | 48   |
| Tour de FranceTour    | –    | DNF  | 20   | –    | –    | –    | –    | –    | –    | –    | –    | –    | –    | –    |